# 绍莫吉比克什德
绍莫吉比克什德（匈牙利語：Somogybükkösd）是匈牙利绍莫吉州所辖的一个村。总面积11.80平方公里，总人口99，人口密度8.4人/平方公里（2011年1月1日）。